# Hentschke Bau
Die Hentschke Bau GmbH ist ein deutsches Bauunternehmen mit Sitz in Bautzen. Des Weiteren hat das Unternehmen Büros in Dresden und Erfurt. Hentschke wurde 1857 gegründet. Im Jahr 2019 betrug die Gesamtleistung der Unternehmensgruppe Hentschke 180 Millionen Euro und die Zahl der Mitarbeiter lag bei 700.

## Geschäftsfelder
- Verkehrsbauten Straße
- Verkehrsbauten Bahn
- Schlüsselfertigbau/Hochbau
- Tief- und Straßenbau
- Betonfertigteile

## Projekte

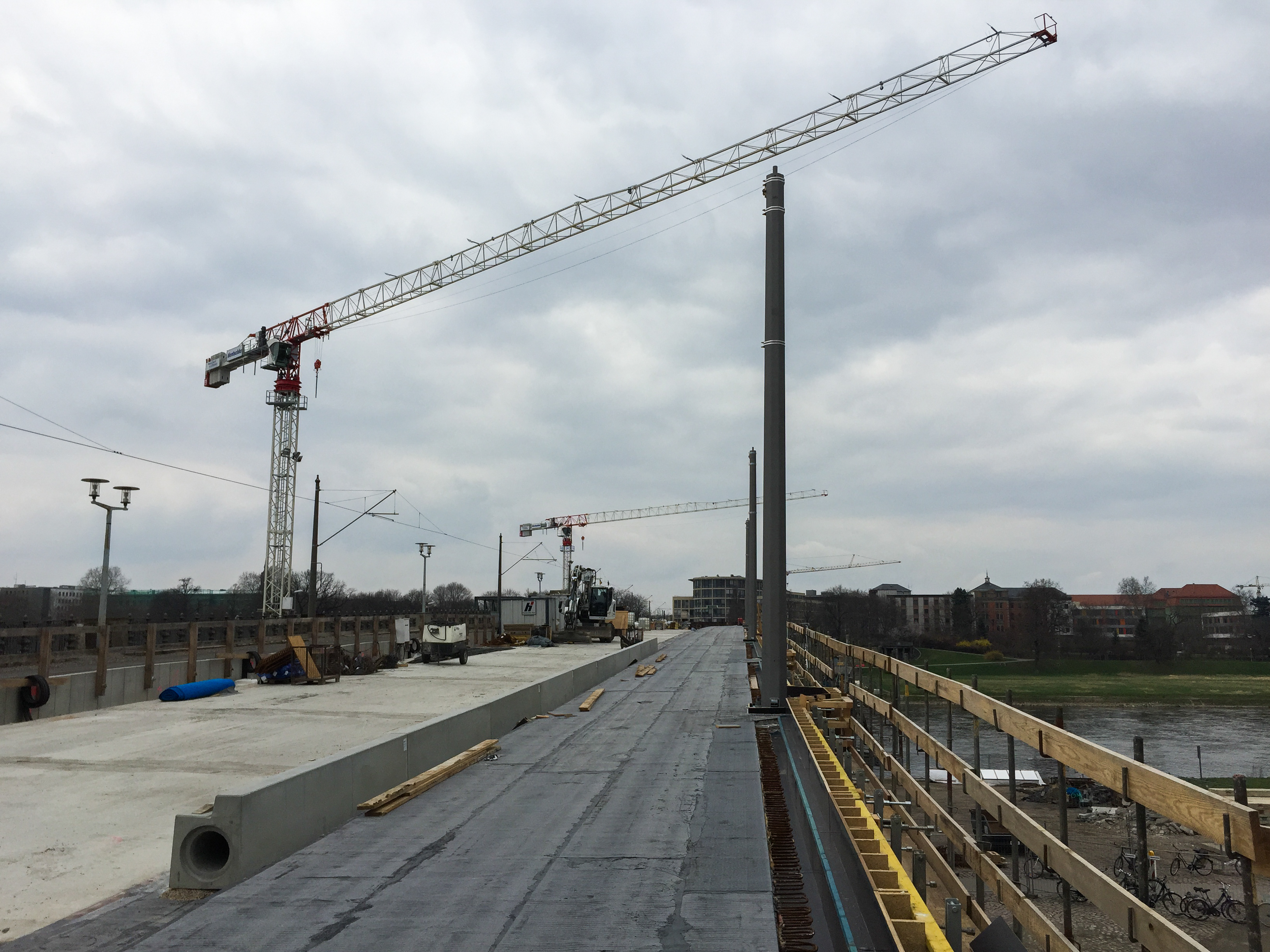
Sanierung der Dresdner Albertbrücke, 2015

- Militärhistorisches Museum der Bundeswehr, Dresden
- Massetalbrücke[3]
- Füllbachtalbrücke
- Tunnel Waldschlößchenbrücke, Dresden[1]
- Partikeltherapiezentrum Marburg[4]
- Sanierung Albertbrücke Dresden[5]

## Forschung und Entwicklung
Unter dem Begriff Hentschke idee+ fasst die Hentschke Bau GmbH ihre Anstrengungen in der Forschungsarbeit zusammen. Mit Schwerpunkt in der Schaffung neuer Betonzusammensetzungen, Herstellverfahren und Kombinationen mit anderen Materialien verfolgt das Unternehmen zwei Ziele:
- Herstellung leichter glasfaserbewehrter Betonelemente[7]
- Herstellung ultrahochfester (Hochleistungs-)Betone[8]

## Sponsoring
Die Hentschke Bau GmbH ist Hauptsponsor der FSV Budissa Bautzen.

## Spenden an Parteien
Laut Rechenschaftsbericht des deutschen Bundestages unterstützte die Hentschke Bau GmbH die AfD mit einer Summe von 19.500 € im Rahmen des Bundestagswahlkampfs 2017.